# Psilopeganum sinense
Psilopeganum sinense là một loài thực vật có hoa trong họ Cửu lý hương. Loài này được William Hemsley miêu tả khoa học đầu tiên năm 1886.

## Phân bố
Sườn đồi, ở độ cao khoảng 800m tại các tỉnh Quý Châu, Hồ Bắc, Tứ Xuyên, Quảng Tây. Tên gọi trong tiếng Trung 裸芸香 (lỏa/khỏa vân hương). Là thực vật thân thảo cao 30–80 cm. Ra hoa và tạo quả tháng 5-8. Hiện tại nó được đánh giá là nguy cấp, do việc xây dựng đập Tam Hiệp. Sử dụng trong y học cổ truyền Trung Hoa với tên gọi 山麻黄 (sơn ma hoàng), thu hái toàn cây giai đoạn tháng 4-6. Liều dùng 6-15 g.